# Криворізький провулок (Київ)
Криворі́зький прову́лок — зниклий провулок, що існував у Московському, нині Голосіївському районі Києва, місцевість Деміївка. Пролягав від Васильківської вулиці до тупика.

## Історія
Провулок виник у 1-й третині ХХ століття під назвою (2-й) Костянтинівський. Назву Криворізький (на честь міста Кривий Ріг) провулок набув 1955 року.
Ліквідований наприкінці 1970-х років у зв'язку зі знесенням старої забудови.